# Monte Caprara
Il monte Caprara (632 m) è un'altura del medio Appennino bolognese, interamente inclusa nel territorio comunale di Marzabotto e facente parte del Parco regionale storico di Monte Sole.
Si erge nella vallata destra del fiume Reno, in una posizione intermedia tra il monte Castellino (465 m), spostato più a ovest e il monte Abelle (613 m), spostato più a nord-est. La cima boscosa come i pendii sono ben visibili dall'abitato di Marzabotto, ma anche dalla frazione Pian di Vénola. Dal complesso monte Caprara-monte Abelle nascono numerosi rivoli che tributano sia nel Reno sia nel fiume Setta, nel versante orientale.